# 이와마쓰촌 (사가현)
이와마쓰촌(岩松村)은 사가현 오기군에 있던 촌이다. 현재의 오기시의 일부에 해당한다.

## 지리
가세강 지류인 기온강 유역에 위치했다.

## 역사
- 1889년 4월 1일 - 정촌제 시행에 의해 오기군 이와마쓰촌이 성립하였다.
- 1932년 4월 1일 - 미사토촌과 합병해 오기정이 성립하여 폐지되었다.

## 참고문헌
- 角川日本地名大辞典 41 佐賀県
- 『市町村名変遷辞典』東京堂出版、1990年。